# Thanh Sơn (thị trấn)
Thanh Sơn là thị trấn huyện lỵ của huyện Thanh Sơn, tỉnh Phú Thọ, Việt Nam.
Thị trấn Thanh Sơn có diện tích 4,15 km², dân số năm 1999 là 13.425 người, mật độ dân số đạt 3.235 người/km².
Theo thống kê năm 2019, thị trấn Thanh Sơn có diện tích 4,15 km², dân số là 15.404 người, mật độ dân số đạt 3.712 người/km².